# Oleg Prokofiev
Oleg Sergeevich Prokofiev (em russo:  Олег Сергеевич Прокофьев, Paris, 14 de Dezembro de 1928 — Guernsey, 20 de Agosto de 1998) foi artista proeminente, escultor e poeta russo. Filho do compositor russo Sergei Prokofiev e Lina Prokofieva; nasceu em Paris, porém aos 7 anos retornou com seus pais a Moscou. Viveu lá por 35 anos, se tornando membro de um pequeno grupo de artistas desafiando o realismo socialista soviético. Suas composições abstratas e meditativas criadas nos anos 60 são hoje exibidas na Galeria Tretyakov, o museu nacional de arte Russa em Moscou. Assim como seu irmão Sviatoslav (1924), dedicou boa parte da sua vida a promoção do trabalho e vida de seu pai.